# Pomnik Friedricha Schillera w Poznaniu

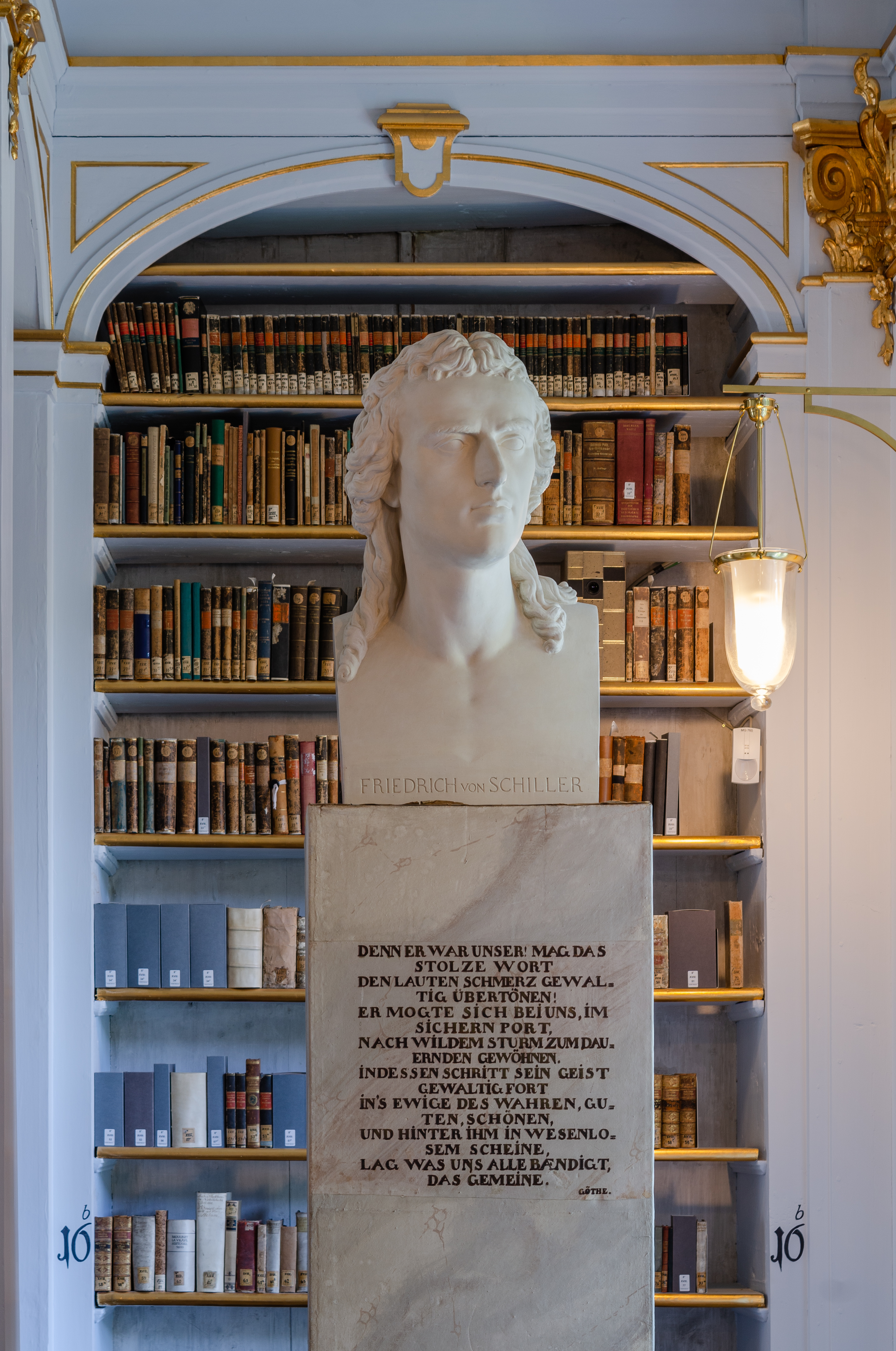
Popiersie, które posłużyło jako wzór pomnika w Poznaniu

Pomnik Friedricha Schillera – pomnik upamiętniający Friedricha Schillera, usytuowany w latach 1907–1919 na terenie parku im. Friedricha Schillera (niem. Schillerpark), późniejszy park im. Karola Marcinkowskiego w śródmieściu Poznania. Popiersie zniszczono w 1919 roku, jednakże postument nie uległ uszkodzeniu i w 1923 roku posłużył do ustawienia na nim popiersia Juliusza Słowackiego.

## Projekt
Pomnik składał się z wysokiego postumentu z piaskowca pochodzącego z kamieniołomu Cotta, niedaleko Pirny w Saksonii oraz z nienaturalnej wielkości popiersia Friedricha Schillera wykonanego z marmuru. Popiersie wykonał rzeźbiarz Strassberger-Reinickendorf, który skopiował je z rzeźby autorstwa Johanna Heinricha von Danneckera, znajdującej się w bibliotece na zamku w Weimarze. Pomnik otaczały wysokie trejaże umieszczone półkoliście, przestrzeń pomiędzy nimi wypełniały kwietniki i donice z krzewami ozdobnymi. Wykonano także żeliwną niską barierkę, umieszczoną na kamiennej podmurówce, która oddzielała monument od alei parkowej.

## Historia
Pomnik sfinansowany został przez komitet obchodów 100. rocznicy śmierci poety, przypadającej w maju 1905 roku. Komitet powstał w marcu 1905 roku z inicjatywy ówczesnego rektora Akademii Królewskiej, prof. dr. Eugena Kühnemanna. Komitetowi przewodniczył nadburmistrz miasta Poznania Ernst Wilms. Celem komitetu było zgromadzenie środków potrzebnych do budowy monumentu. Cel osiągnięto dzięki zbiórce funduszy, prowadzonej przy okazji organizacji imprez kulturalnych.
Popiersie miało być pierwotnie umieszczone w auli Akademii Królewskiej. Ostatecznie w 1907 roku stanęło w parku, nazwanym później im. Friedricha Schillera.
Pomnik uniknął zniszczenia w nocy z 3 na 4 kwietnia 1919 roku, po manifestacji, która odbyła się na Starym Rynku w obronie praw Polski do miasta Gdańska, po zakończeniu której zaczęło się spontaniczne usuwanie wszystkich pruskich pomników stojących na terenie miasta. Jednakże kilka dni później popiersie zostało zrzucone z postumentu.
W 1923 roku na piedestale umieszczono popiersie poety Juliusza Słowackiego, którego autorem był rzeźbiarz Władysław Marcinkowski.